# Билинець щільноквітковий
Билине́ць щільноквітко́вий (Gymnadenia densiflora) — багаторічна рослина родини зозулинцевих. Вид занесений до Червоної книги України у статусі «Вразливий». Маловідома декоративна та лікарська культура.

## Опис

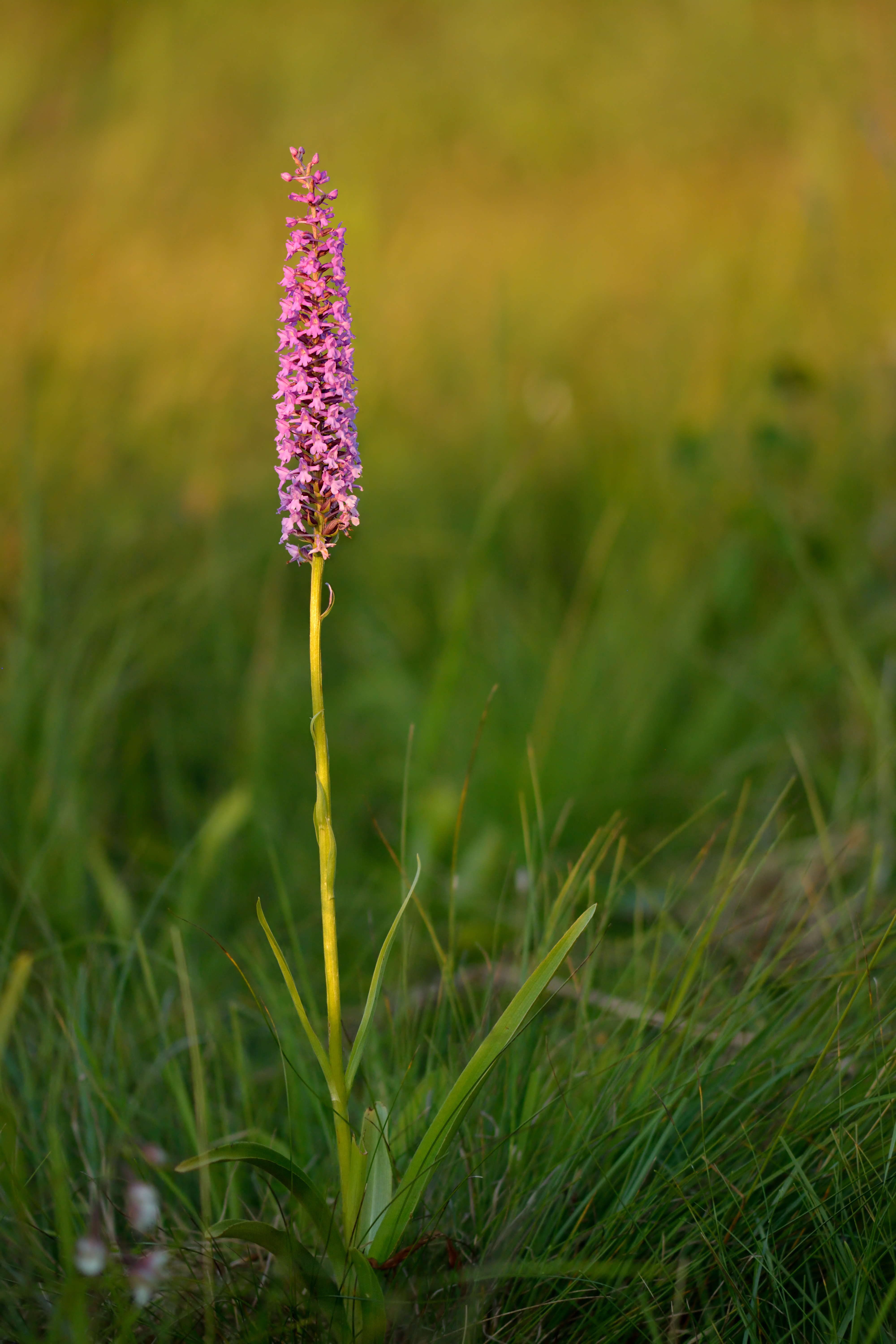

Трав'яниста рослина заввишки 25-100 см, геофіт. Бульби парні, глибокопальчасто-роздільні, сплющені. Стебло товсте, улиснене, порожнисте. Нижні листки широко- або видовжено-ланцетні, лискучі, 15-30 мм завширшки, загострені, часто вздовж складені, зближені в нижній частині стебла. Стеблові листки дрібні, схожі на притиснені луски.
Суцвіття 20-30 см завдовжки, густе, багатоквіткове (40-150 квіток). Приквітки дорівнюють зав'язі. Квітки дрібні, запашні, яскраво-рожеві, пурпурово-червоні, зрідка — білі. Губа 5-7 мм завширшки, трилопатева, шпорець тонкий, лише у 1,5 рази довший за зав'язь (близько 2 см).

## Екологія та поширення
Рослина світло- і вологолюбна, віддає перевагу ґрунтам, багатим на кальцій. Зростає у передгірських і гірських дубових і букових лісах, на галявинах, узліссях, трав'яних схилах, досить часто — на улоговинних болотах. Рівнинні популяції зазвичай розташовані на луках, галявинах і узліссях світлих лісів, переважно у місцях виходу ґрунтових вод.
Квітне в червні-серпні, плодоносить у липні-вересні. Розмножується насінням.
Розповсюджений в Європі, Малій Азії, на Кавказі. Крайня східна межа ареалу сягає Гімалайських гір. В Україні більшість знахідок зроблено в Прикарпатті і Карпатах, де, зокрема, популяції виявлені в гірському масиві Чорногора, в Чивчино-Гринявських горах, Східних Бескидах. Поза центром розповсюдження нечисленні осередки розташовані у Поліссі, Опіллі, Розточчі.

## Значення і статус виду
Билинець щільноквітковий занесений до Додатку ІІ Конвенції про міжнародну торгівлю видами дикої фауни та флори, що перебувають під загрозою зникнення (CITES). Головними чинниками зменшення чисельності виду є осушення луків, вирубування лісів, перетворення лук на пасовища, викопування бульб.
Рослина вирощується як декоративна дуже рідко. Бульби билинця щільноквіткового мають приємний аромат, в медицині вони відомі під назвою «салеп» і використовуються як обволікаючий і детоксикуючий засіб.

## Систематика
До початку XXI століття цей таксон розглядали як підвид билинця довгорогого. Станом на 2015 рік відомі такі синоніми:
| - Gymnadenia conopsea var. densiflora (Wahlenb.) Hartm. - Gymnadenia conopsea subsp. densiflora (Wahlenb.) K.Richt. - Gymnadenia conopsea var. densiflora (Wahlenb.) Lindl. - Gymnadenia conopsea subsp. densiflora E.G. Camus & A. Camus - Gymnadenia conopsea var. intermedia (Peterm.) Nyman - Gymnadenia conopsea subsp. intermedia (Peterm.) K.Richt. - Gymnadenia × gracillima Schur - Gymnadenia × hybrida Schur - Gymnadenia × intermedia Peterm. | - Gymnadenia × pseudoconopsea Gren. ex Nyman - Gymnadenia × sabandoi C.E.Hermos. - Gymnadenia × zardinii Pamp. - Habenaria gymnadenia var. densiflora (Wahlenb.) Druce - Orchis conopsea var. densiflora Wahlenb. - Orchis × densiflora (Wahlenb.) Pers. - Orchis densiflora Wahlenb. - Satyrium conopseum var. densiflorum (Wahlenb.) |